# Smoquizza
Smoquizza o Figarola (in croato Smokvica) è un comune di 918 abitanti che si trova nell'isola di Curzola, nella regione raguseo-narentana in Croazia.
Vi si arriva per la strada che attraversa l'isola di Curzola che dista 29 km. L'abitato è adagiato sul versante meridionale di una collina, ai margini di estesi vigneti che producono il noto vino Posip.

## Società

### Etnie e minoranze straniere
Secondo il censimento del 2011, la quasi totalità etnico-linguistica è croata, con il 99,02% della popolazione. Presente una piccola minoranza di serbi.

### La presenza autoctona di italiani
È presente una piccola comunità di italiani autoctoni che rappresentano una minoranza residuale di quelle popolazioni italiane che abitarono per secoli la penisola dell'Istria e le coste e le isole del Quarnaro e della Dalmazia, territori che appartennero alla Repubblica di Venezia. La presenza degli italiani a Smoquizza è drasticamente diminuita in seguito agli esodi che hanno seguito la prima e la seconda guerra mondiale. Dal censimento del 2011 esiste una modestissima percentuale di italiani, lo 0,11%.

## Località
Il comune di Smoquizza non è suddiviso in frazioni.